# Vera Markovna Orlova
Vera Markovna Orlova (en russe : Вера Марковна Орлова (Iekaterinoslav, 25 mai 1918 - Moscou, 16 septembre 1993) est une actrice et animatrice de radio soviétique, puis, russe. On lui décerne le titre d'artiste émérite de la RSFSR en 1954 et le titre d'artiste du Peuple de la RSFSR en 1960.

## Biographie
En 1942, Vera Orlova sort de l'école d'art dramatique du théâtre de la Révolution de Moscou et devient actrice de la troupe. En 1974, elle passe au théâtre du Lenkom,.
Vera Orlova fut la présentatrice radiophonique d'une émission divertissante du dimanche S dobrym utrom! (Bon Matin !). Elle travaille également au doublage des dessins animés.
Au milieu des années 1980, elle souffre des pieds et doit arrêter la scène. Elle meurt le 16 septembre 1993 à Moscou et est enterrée au cimetière Donskoï.

## Filmographie
- 1941 : Deux amis (Dva druga) : mère de Vitia
- 1945 : Les Jumeaux (Bliznetsy) : Lisa Karasseva
- 1949 : Schastlivyy reys : Fenetchka
- 1953 : Varvary
- 1954 : Ob etom zabyvat nelzya
- 1955 : Soldat Ivan Brovkin
- 1956 : Un cadeau précieux (Dragotsennyy podarok) : Tamara Sperantova
- 1956 : Raznye sudby
- 1959 : Ivan Brovkin na tseline
- 1961 : Klyuch
- 1962 : Quand les arbres étaient grands (Kogda derevya byli bolshimi) de Lev Koulidjanov : gardienne
- 1962 : Sem nyanek
- 1963 : Ya kupil papu
- 1966 : Les Enfants de Don Quichotte (Deti Don-Kikhota) : Vera Bondarenko
- 1968 : Ya vas lyubil...
- 1976 : Eto my ne prokhodili
- 1976 : Les Douze Chaises de Mark Zakharov (série télévisée)
- 1980 : S lyubimymi ne rasstavaytes
- 1983 : Vorobey na ldu